# Roddenberryus pelegrina
Roddenberryus pelegrina (лат.) — вид мелких пауков рода Roddenberryus из семейства Caponiidae. Центральная Америка: Куба. Длина около 10 мм.
Вид был впервые описан в 1940 году американским арахнологом профессором Элизабетой Брайант (Elizabeth B. Bryant, 1875—1953). Таксон Caponina pelegrina включён в состав рода Caponina Simon, 1891 вместе с Caponina longipes, Caponina cajabamba, Caponina chilensis, Caponina chinacota и другими видами.
В 2023 году вид вместе с таксонами Roddenberryus kirk, Roddenberryus mccoy, Roddenberryus sargi и Roddenberryus spock был включён в состав отдельного нового рода Roddenberryus Sánchez-Ruiz & Bonaldo, 2023.